# North Vancouver
North Vancouver ist eine Stadt im Südwesten der kanadischen Provinz British Columbia. Sie liegt am nördlichen Ufer des Burrard Inlet direkt gegenüber von Downtown Vancouver, gehört zum Bezirk Metro Vancouver und ist eine von drei Gemeinden der Region North Shore (wörtlich: Nordufer).

## Geographie
Die Stadt ist auf drei Seiten von der gleichnamigen Distriktgemeinde sowie im südwestlichen Teil von einem Reservat der Squamish umgeben und liegt am Fuße des Grouse Mountain und des Mount Seymour, zwei beliebten Ausflugsbergen in den North Shore Mountains.
Die City of North Vancouver und der District of North Vancouver sind zwei selbständige Gebietskörperschaften mit eigenen Bürgermeistern, Stadträten und Stadtwerken. Sie bilden jedoch einen gemeinsamen Schulbezirk und teilen sich eine Polizeistation der Royal Canadian Mounted Police. Die Stadt ist weitaus dichter besiedelt als die Distriktgemeinde, urban geprägt und das Zentrum der Region North Shore. Die Bevölkerungsdichte ist daher relativ hoch, wobei es vor allem in den Stadtteilen Central Lonsdale und Lower Lonsdale zahlreiche Apartment-Hochhäuser gibt.

## Geschichte
North Vancouver ist die älteste Siedlung am Fjord Burrard Inlet und älter als Vancouver selbst. Die einzige noch ältere Siedlung in der Region ist New Westminster am Fraser River. Zu Beginn der 1860er Jahre begannen Holzfäller, in den unberührten Wäldern Douglasien und andere Bäume zu fällen, die dann auf Schiffe verladen wurden. Sewell Moody errichtete 1865 ein mit Wasserkraft betriebenes Sägewerk. Darum herum entstand ein Dorf mit Postamt und Schulen und 1891 erfolgte die Gründung der Gemeinde North Vancouver, die sich über das gesamte Nordufer des Burrard Inlet erstreckte. Der Name lautete damals noch Moodyville, zu Ehren von Sewell Prescott Moody. Finanzielle Krisen führten zum Bankrott der jungen Gemeinde. Als Folge davon entstanden West Vancouver und die Distriktgemeinde North Vancouver, während die 1907 neu gegründete Stadt North Vancouver nur noch einen kleinen Teil des Gebietes umfasste.
Mitverantwortlich für den Bankrott waren die hohen Kosten für die Erschließung des gebirgigen Geländes. Darüber hinaus bestand das Ufergelände zunächst hauptsächlich aus Sümpfen. Die großen Distanzen und tief eingeschnittenen Bachtobel behinderten die Entwicklung zusätzlich. Die Brücken wurden im Winter durch Überschwemmungen mitgerissen.

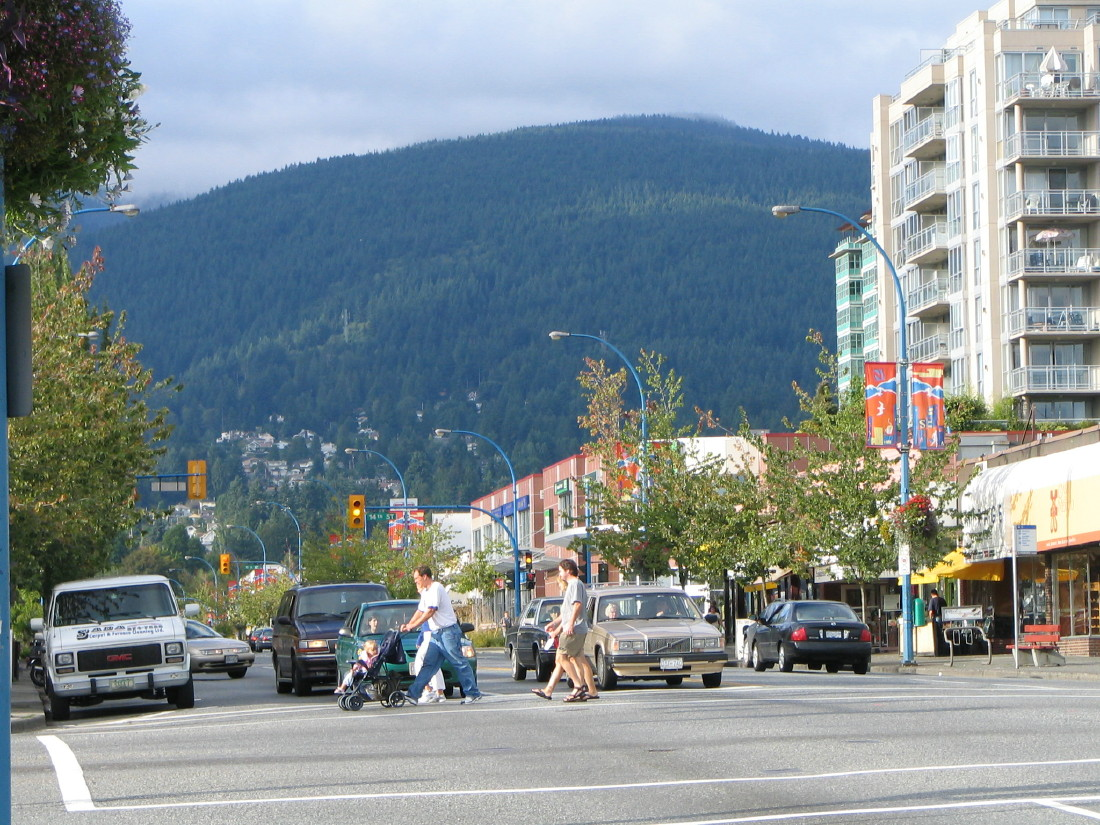
Die Hauptstraße Lonsdale Avenue, im Hintergrund Grouse Mountain (2007)

Die Stadt, die nun nicht mehr für die ländliche Umgebung zuständig war, entwickelte sich gut und wurde zu einem beliebten Vorort von Vancouver. Fähren brachten die Pendler zur Arbeit, während Straßenbahnen und Spekulanten neue Wohngebiete erschlossen. Die Wallace-Schiffswerft und die Pacific Great Eastern Railway brachten Industriearbeitsplätze mit sich und ab 1925 stellte die Second Narrows Bridge eine feste Verbindung zum Südufer des Burrard Inlet her. Die Lions Gate Bridge folgte 1938, wobei die Baukosten zur Gänze von der Brauereifamilie Guinness übernommen wurden, um ihr 16 km² großes Grundstück in West Vancouver erschließen zu können.
Während der Zwischenkriegszeit prägten noch Sägewerke, Forstbetriebe und kleine Bauernhöfe die Umgebung. Auf dem Grouse Mountain und auf dem Mount Seymour entstanden Skigebiete. Während der Weltwirtschaftskrise ging die Stadt erneut bankrott. Doch während des Zweiten Weltkriegs konnte sich die Wirtschaft wieder erholen, da die Werften am Ufer zahlreiche Kriegsschiffe bauten. Nach Kriegsende wandelte sich North Vancouver durch die Nähe zur Downtown Vancouver mit der Zeit zu einem attraktiven Wohnstandort.
Im Jahr 1899 wurde in der heutigen Gemeinde eine Internatsschule für die First Nations, die „St. Paul's Residential School (Squamish)“ (auch bekannt als „North Vancouver Indian Residential School“), eröffnet. Ab 1920, als der Schulbesuch für alle Kinder zwischen 7 und 15 Jahren in ganz Kanada obligatorisch wurde, wurde das System der Residential Schools eingeführt und die Schule in dieses integriert. Die Schule wurde bis zu ihrer Schließung im Jahr 1959 durch die Römisch-katholische Kirche betrieben. Allgemein kam es in diesen Schulen zu Tausenden von Übergriffen auf die Schüler und unter den Schülern herrschte eine überdurchschnittliche Sterblichkeitsrate. Für dieses System entschuldigte sich im Jahr 2008 schließlich die kanadische Bundesregierung.

## Demographie
Der Zensus im Jahr 2016 ergab für die Siedlung eine Bevölkerungszahl von 52.898 Einwohnern, nachdem der Zensus im Jahr 2011 für die Gemeinde eine Bevölkerungszahl von nur 48.196 Einwohnern ergeben hatte. Die Bevölkerung hat damit im Vergleich zum letzten Zensus im Jahr 2011 deutlich stärker als der Trend in der Provinz um 9,8 % zugenommen, während der Provinzdurchschnitt bei einer Bevölkerungszunahme von 5,6 % lag. Bereits im Zensuszeitraum von 2006 bis 2011 hatte die Einwohnerzahl in der Gemeinde etwas stärker als der Provinzdurchschnitt um 6,7 % zugenommen, während die Gesamtbevölkerung in der Provinz um 5,6 % zunahm.
| Zensus | Gemeinde  | Gemeinde         | British Columbia | British Columbia |
| Zensus | Einwohner | Veränderung in % | Einwohner        | Veränderung in % |
| ------ | --------- | ---------------- | ---------------- | ---------------- |
| 2016   | 52.898    | + 9,8            | 4.648.055        | +5,6             |
| 2011   | 48.196    | + 6,7            | 4.400.057        | +7,0             |
| 2006   | 45.165    | + 2,4            | 4.113.487        | +5,3             |
| 2001   | 44.303    | + 6,8            | 3.907.738        | +4,9             |
| 1996   | 41.475    | + 7,9            | 3.724.500        | +13,5            |
| 1991   | 38.436    |                  | 3.282.061        |                  |

## Wirtschaft und Verkehr

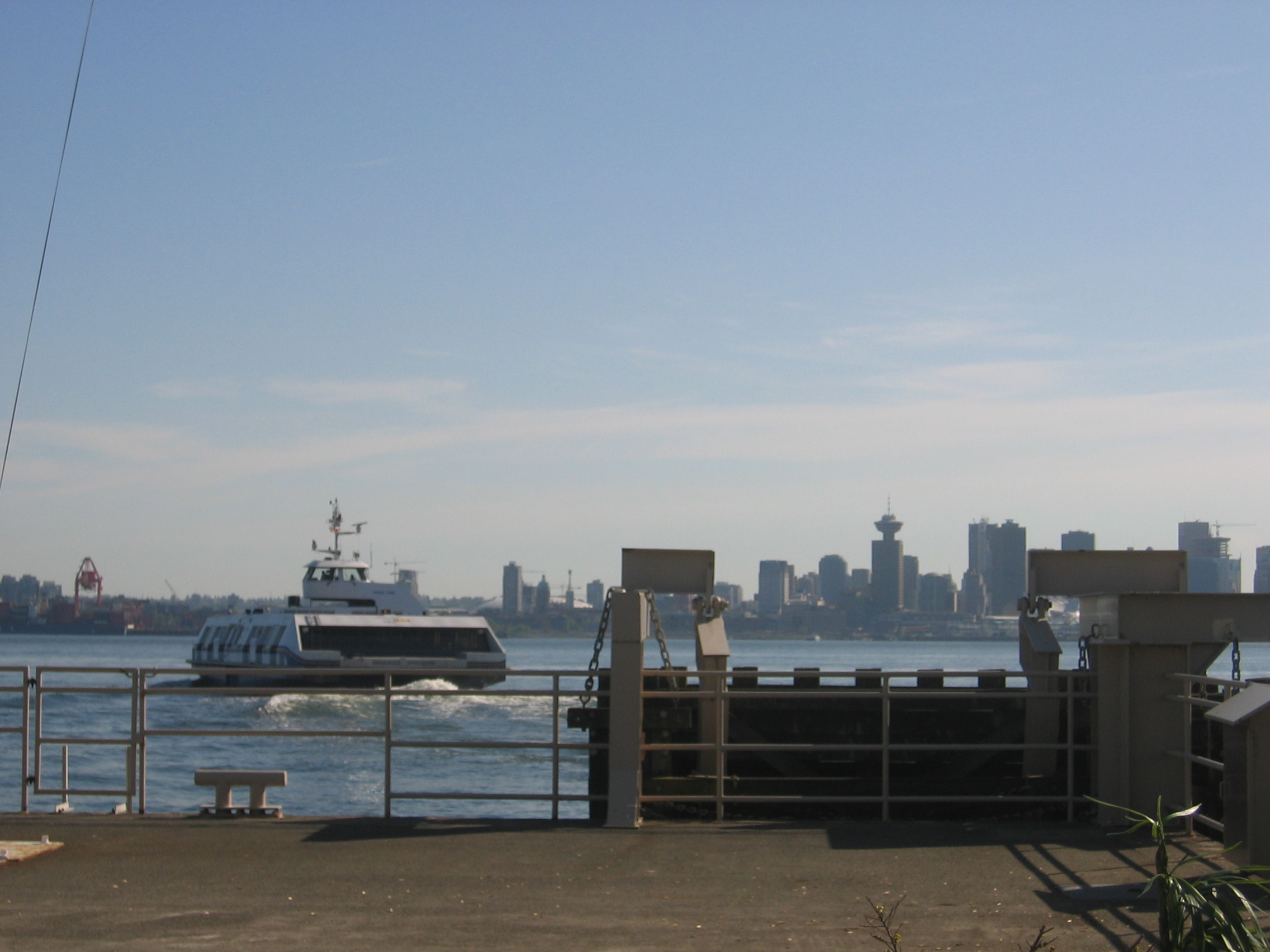
Eine SeaBus-Fähre fährt in Richtung Downtown Vancouver (2006)

In der Stadt sind einige bedeutende Betriebe angesiedelt, die in den Bereichen Schiffbau, chemischen Produktion und Filmproduktion tätig sind. Ebenfalls von Bedeutung ist der Tourismus.
Zwei Brücken – Lions Gate Bridge und Second Narrows Crossing – sowie der SeaBus verbinden North Vancouver mit Vancouver. Durch den Nordteil der Stadt verläuft der Highway 1, ein autobahnähnlicher Abschnitt des Trans-Canada Highway.
Im Auftrag der Verkehrsgesellschaft TransLink betreibt die Coast Mountain Bus Company mehrere Buslinien, die am SeaBus-Fährterminal Lonsdale Quay ihren Ausgangspunkt haben.

## Persönlichkeiten
North Vancouver ist der Geburts- und Wirkungsort zahlreicher prominenter Persönlichkeiten. Aufgrund der Nähe zu Vancouver sind unter ihnen viele Schauspieler vertreten.